# 名児耶富美子
名児耶 富美子（なごや ふみこ）は、日本の商学者。理学博士(法政大学)。日本大学商学部教授。

## 略歴
法政大学大学院工学研究科にて電気工学を専攻し工学修士課程を修了。日本大学大学院商学研究科では会計学を専攻し、商学修士。同大学院在学中に、法政大学大学院情報科学研究科において情報科学を専攻し、理学博士を取得した。2009年より、青山学院大学大学院国際マネジメント研究科に着任し助教授となる。2016年から日本大学商学部准教授となり、現職。

## 著作等

### 単著・共著
- 『これだけは知っておきたい電子申告の仕組みと対応』
- 『Structured Object-Oriented Formal Language and Method, 6th International Workshop, SOFL+MSVL 2016, Tokyo, Japan, November 15, 2016, Revised Selected Papers, Lecture Notes in Computer Science book series (LNCS, volume 10189) 』（Springer、2017年）
- 『Structured Object-Oriented Formal Language and Method, 7th International Workshop, SOFL+MSVL 2017, Xi'an, China, November 16, 2017, Revised Selected Papers, Lecture Notes in Computer Science book series (LNCS, volume 10795) 』（Springer、2018年）
- 『Structured Object-Oriented Formal Language and Method, 8th International Workshop, SOFL+MSVL 2018, Gold Coast, QLD, Australia, November 16, 2018, Revised Selected Papers. Lecture Notes in Computer Science book series (LNCS, volume 11392)』（Springer、2019年）

## 専門分野
- ソフトウェア工学

## 受賞歴
- 「Certificate of Leadership Award」（2016年）